# 鉤吻蝙蝠魚
鈎吻蝙蝠魚，為輻鰭魚綱鮟鱇目棘茄魚亞目棘茄魚科的其中一種，分布於西大西洋美國北卡羅萊納州至佛羅里達群島、牙買加海域，屬亞熱帶底棲性魚類，棲息深度28-228公尺，體長可達19分，棲息底層水域，生活習性不明。

## 扩展阅读
維基物種上的相關：鈎吻蝙蝠魚